# Parafia Wszystkich Świętych w Kucharach Kościelnych
Parafia Wszystkich Świętych w Kucharach Kościelnych – parafia rzymskokatolicka, znajdująca się w diecezji włocławskiej, w dekanacie tuliszkowskim. 